# Valentin Schopper
Valentin Michael Schopper (5. září 1771 Horní Dvořiště – 5. srpna 1857 Vyšší Brod) byl v letech 1828–1857 v pořadí 39. opatem kláštera cisterciáků ve Vyšším Brodě.

## Život
Narodil se v Horním Dvořišti 5. září 1771. V roce 1791 vstoupil ve Vyšším Brodě do cisterciáckého řádu. V roce 1796 zde byl vysvěcen na kněze. Následně působil ve farnostech mimo klášter (1796–1803 Rožmberk nad Vltavou, 1803–1807 Přední Výtoň). Od roku 1807 opět ve Vyšším Brodě. V roce 1828 byl zvolen opatem, benedikován byl však až v roce 1831 a císařské svolení obdržel až za další tři roky.
Za opata Schoppera byly ve Vyšším Brodě upravovány prostory knihovny (byl např. zřízen trezor na prvotisky) a galerie. V roce 1854 klášter vizitoval (spolu s klášterem v Oseku) litoměřický biskup Hille, v souvislosti s čímž byla v klášteře obnovena pravidelná společná chórová modlitba (která byla předtím zkrácená) v celém rozsahu.
Opat Schopper zemřel v roce 1857 a komunita na jeho místo zvolila Leopolda Wackarže.